# Vladímir Sollogub
El conde Vladímir Aleksándrovich Sollogub (ruso: Владимир Александрович Соллогуб) fue un escritor ruso nacido el 20 de agosto de 1813 en San Petersburgo y fallecido el 17 de junio de 1882 en Hamburgo, autor de novelas, ensayos, obras de teatro y memorias. 

## Vida
Su abuelo paterno era un aristócrata polaco, y se crio en medio de la alta sociedad de San Petersburgo. Se graduó de la Universidad de Dorpat en 1834 y se agregó al Ministerio de Interior en el año siguiente. Su carrera literaria comenzó en 1837 en la revista Sovreménnik. En 1840 se casó con Sofía Mijáilovna Velgórskaya. En 1843 visitó Niza y se reunió con Nikolái Gógol. A partir de 1856 sirvió como oficial de comisiones especiales en la corte imperial, interesándose en la reforma penitenciaria, y desde 1875 se encargó de la Comisión para la reorganización de las cárceles en Rusia. En 1858 fue enviado a estudiar al extranjero y en 1877 se convirtió en el historiador oficial de la corte. 
Sollogub era un gran conocedor de la vida teatral y la sociedad de San Petersburgo, acogiendo en su hogar un conocido salón literario y musical, emulando la atmósfera de San Petersburgo de la época en sus Memorias (1887). Es muy conocido por su novela Tarantás de 1845, una sátira de un viaje de Moscú a Kazán.

## Obra

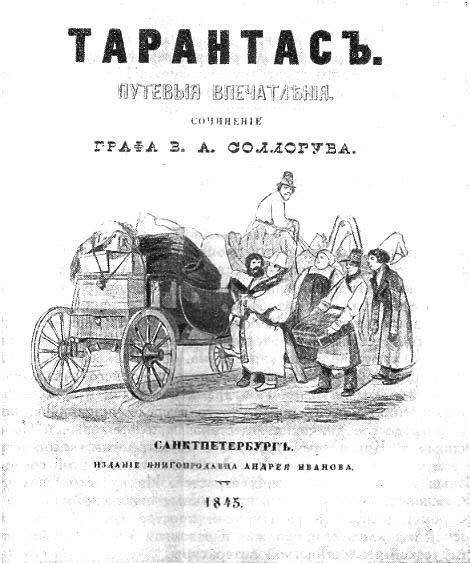
Portada del Tarantás de Sologub.

Sollogub escribió varios libretos sobre los que trabajó Piotr Ilich Chaikovski, como Undina o sus Romanzas opus 57.
Otras obras suyas son:
- «История двух калош» (La historia de dos galoshas, 1839)
- «Большой свет» (Alta sociedad, 1840)
- «Тарантас. Путевые впечатления» (Tarantás. Impresiones viajeras, 1840) (Tarantás es una especie de carroza.)
- «Неоконченные повести» (Historias inconclusas, 1843)
- «Воспитанница» (Alumna, 1846)
- «Старушка» (Viejecita, 1850)
- «Лев» (El león)
- «Медведь» (El oso)